# Xiongmei (socken i Kina, lat 28,58, long 87,86)
Xiongmei (kinesiska: 雄美, 雄美乡) är en socken i Kina. Den ligger i den autonoma regionen Tibet, i den sydvästra delen av landet, omkring 340 kilometer väster om regionhuvudstaden Lhasa.
Genomsnittlig årsnederbörd är 808 millimeter. Den regnigaste månaden är juli, med i genomsnitt 198 mm nederbörd, och den torraste är december, med 9 mm nederbörd.